# Abrostola sugii
Abrostola sugii är en fjärilsart som beskrevs av Claude Dufay 1960. Abrostola sugii ingår i släktet Abrostola och familjen nattflyn. Inga underarter finns listade i Catalogue of Life.